# Abwrackwerften bei Chittagong
Koordinaten: 22° 26′ 31,7″ N, 91° 44′ 1″ O

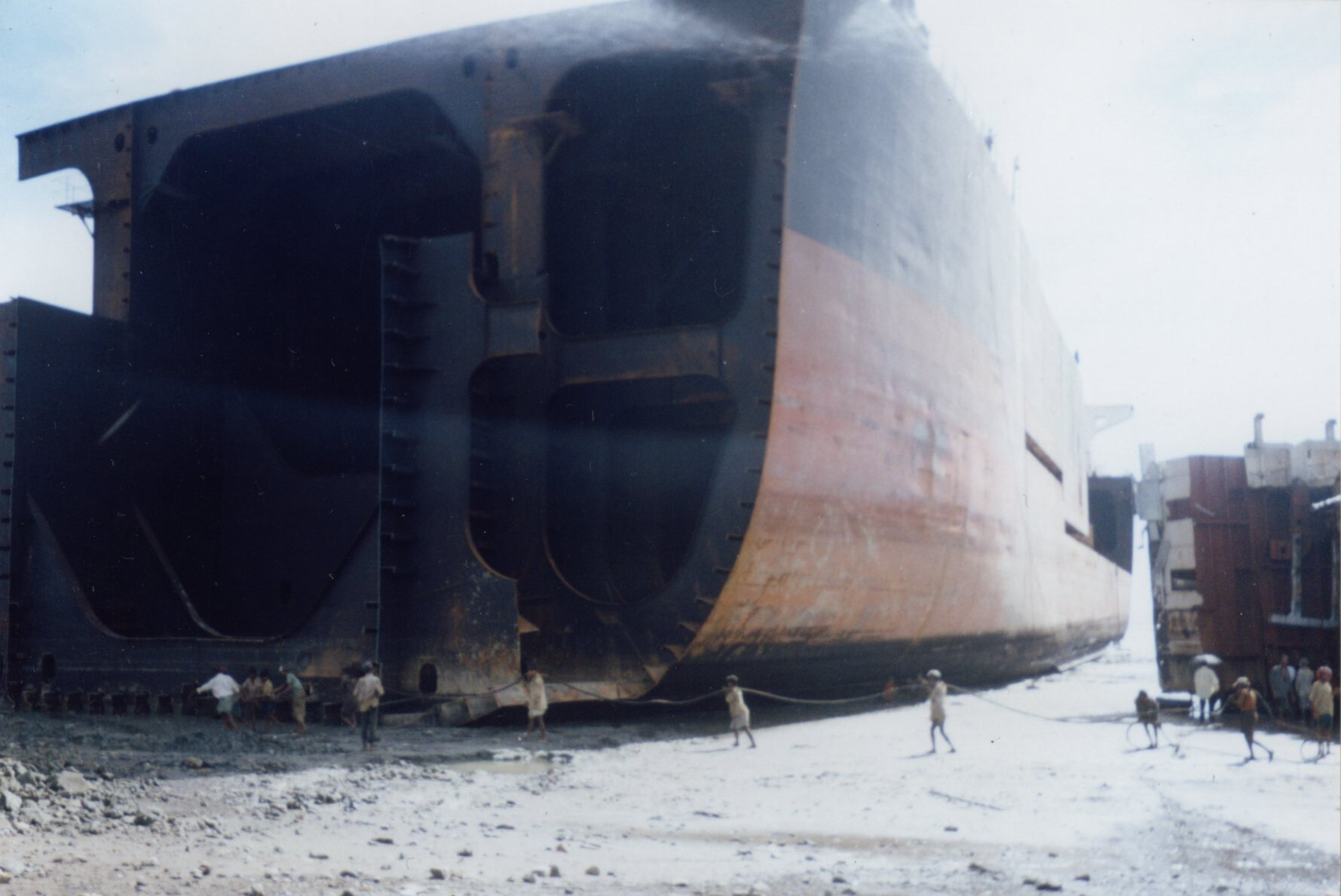
Abwrackung bei Chittagong

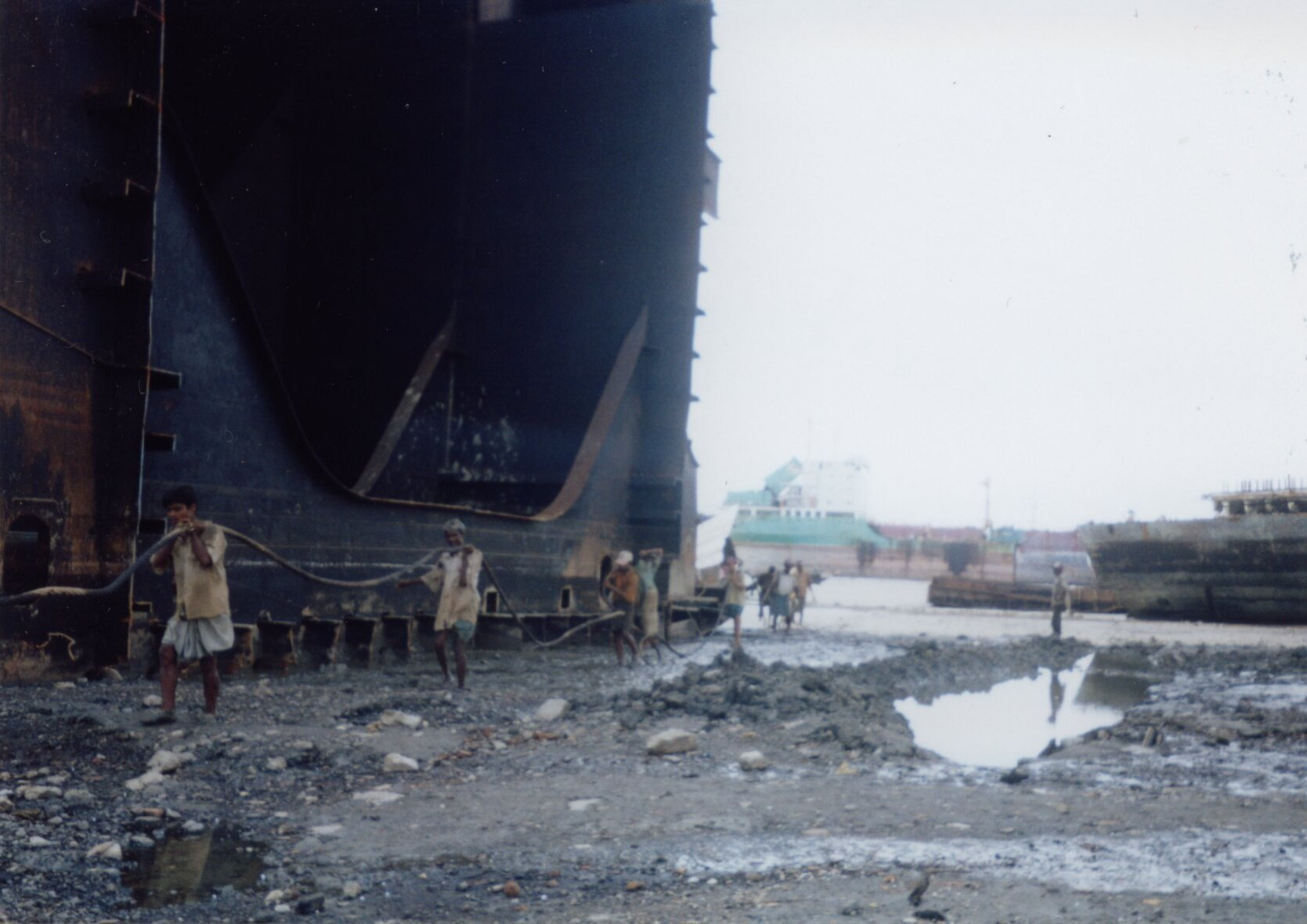
Abwrackung bei Chittagong

Die Abwrackwerften bei Chittagong befinden sich auf einem etwa sieben Kilometer langen Strandabschnitt bei Faujdarhat etwa 15 Kilometer nordwestlich von Chittagong. Die Abwrackwerften bilden das Zentrum der Schiffsrecyclingindustrie in Bangladesch.

## Wirtschaftliche Bedeutung des Standorts
Diese Industrie entwickelte sich dort 1969. Zwischen Bhatiara und Sitakunda residieren über 70 Unternehmen. Etwa 150.000 Menschen leben direkt von der Schiffsverschrottung. Es werden derzeit etwa 30 bis 40 Prozent der jährlich etwa 700 in aller Welt außer Dienst gestellten Hochseeschiffe zerlegt. Der Umsatz im Jahre 2009 wird auf eine Summe von umgerechnet rund 700 Millionen US-Dollar geschätzt. Vieles aus den Schiffen wird in oder bei Chittagong verkauft, so zum Beispiel Türen, Kücheneinrichtungen oder Betten.

## Arbeitsschutz und Umweltbedingungen
Massive Kritik finden die Niedriglöhne, die mangelnde Arbeitssicherheit und geringer Umweltschutz. In den Jahren von 1990 bis 2010 gab es etwa 1.000 Todesopfer, derzeit sind es mehr als 20 Tote pro Jahr. So starben etwa im Dezember 2009 vier Arbeiter unmittelbar bei einer Explosion während der Zerlegung des Öltankers Agate, zwei oder drei weitere starben bald darauf an den Verletzungen durch die Explosion, ein weiterer wurde als vermisst gemeldet. Die Arbeiter werden mit Asbest, Schwermetallen, Ölrückständen, TBT, PCB und Mischungen toxischer Substanzen konfrontiert.
Persönliche Schutzausrüstung ist in der Regel nicht oder nicht in ausreichender Menge verfügbar. So gibt es selten Feinstaubmasken, keinerlei Atemschutz für den Umgang mit Asbest, keine Schutzbrillen und Sicherheitsschuhe. Die meisten arbeiten barfuß im schlammigen Bereich, weshalb es oft zu Verletzungen kommt, da im Schlammboden scharfe Metallstücke übersehen werden. Zuletzt wurden, für einige Arbeiter in den besseren Unternehmen, Schutzhelme ausgegeben. Die meisten Beschäftigten weisen arbeitsbedingte Erkrankungen auf. Technische Hilfsmittel stehen fast gar nicht zur Verfügung. Es gibt motorisch betriebene Seilwinden, mit denen man die Wracks, nachdem sie bei Springflut aufgelaufen sind, weiter ins Trockene ziehen kann. Vom Schiff getrennte, schwere Metallplatten werden zumeist von Hand transportiert, was für den Arbeiter enorme physische Belastungen bedeutet.
Kinderarbeit ist offiziell nicht geduldet. Es kommt vor, dass Zwölfjährige aus von Armut bedrohten Familien in den Werften arbeiten.

## In den Medien
Die Umweltsituation und die Arbeitsbedingungen werden im Dokumentarfilm Eisenfresser von Shaheen Dill-Riaz aus dem Jahre 2007 dargestellt. Die Anwältin Rizwana Hasan klagte aus Umweltschutzgründen gegen das Abwracken und erhielt 2009 in den USA den mit 150.000 Dollar dotierten Goldman Environmental Prize. Unter dem Titel Totengräber der Schiffe – Abwracken in Bangladesh wurde eine vom Westdeutschen Rundfunk Köln produzierte Dokumentation im Programm von Phoenix ausgestrahlt.

## Beispiele abgewrackter Schiffe
- Rainbow Warrior (2018)
- Limburg (2018)
- Stena Olympica (2012)
- Horta Barbosa (1998)